# Huskvarna stad
För den tidigare järnvägsstationen Huskvarna Stad, se Huskvarna Stad (station)
Huskvarna stad var en tidigare kommun i Jönköpings län. 

## Administrativ historik
Huskvarna stad bildades 1911 genom en ombildning av Huskvarna köping som i sin tur bildats 1907 genom en utbrytning ur Hakarps landskommun. 1967 inkorporerades Hakarps landskommun i Huskvarna stad. 1971 gick staden upp i den då nybildade Jönköpings kommun.
Den 1 januari 1957 överfördes till Huskvarna stad från Jönköpings stad två områden. Ett område med 291 invånare och omfattande en areal av 0,76 km², varav 0,73 km² land överfördes från Ljungarums församling. Det andra ett område med 12 invånare och omfattande en areal av 0,87 km², varav allt land överfördes från Jönköpings Kristina församling.
Den 1 januari 1960 överfördes från Huskvarna till Jönköpings stad och Ljungarums församling ett område med 6 invånare och omfattande en areal av 0,03 km² land. Samtidigt överflyttades i motsatt riktning ett obebott område omfattande en areal av 0,001 km² land. Dessutom överfördes från Huskvarna till Jönköpings stad och Kristina församling ett område med 8 invånare och omfattande 0,07 km² land.
1 januari 2016 inrättades distriktet Huskvarna, med samma omfattning som Huskvarna församling hade 1999/2000 och fick 1919, och vari detta område ingår.
I likhet med andra under 1900-talet inrättade stadskommuner fick staden inte egen jurisdiktion utan låg fortsatt under landsrätt i Tveta, Vista och Mo tingslag.
I kyrkligt hänseende hörde staden till Huskvarna församling från 1919, Hakarps församling dessförinnan.

### Sockenkod
För registrerade fornfynd med mera så återfinns staden inom ett område definierat av sockenkod 0605 som motsvarar den omfattning staden hade kring 1950.

## Stadsvapnet
Blasonering: En blå sköld med en av vågskuror bildad balk, åtföljd på vardera sidan av en musköt och en vinge, allt av silver.
Vapnet fastställdes 1911.

## Geografi
Huskvarna stad omfattade den 1 januari 1952 en areal av 6,14 km², varav 6,06 km² land. Efter nymätningar och arealberäkningar färdiga den 1 januari 1957 omfattade staden den 1 november 1960 en areal av 7,85 km², varav 7,72 km² land.

### Tätorter i staden 1960
I Huskvarna stad fanns del av tätorten Jönköping, som hade 13 807 invånare i staden den 1 november 1960. Tätortsgraden i staden var då 100,0 procent.

## Politik

### Mandatfördelning i valen 1919–1966
| 8 | 8 | 8 | 6 |

| 28 |

| 6 | 9 |  | 6 | 8 |

| 29 |

| 5 | 7 | 6 | 12 |

| 28 |

|  | 14 |  | 4 | 10 |

| 30 |

| 2 | 16 | 4 | 8 |

| 29 |

| 3 | 17 | 7 | 3 |

| 29 |

| 3 | 17 | 2 | 5 | 3 |

| 30 |

| 4 | 17 | 2 | 5 | 2 |

| 30 |

| 5 | 17 |  | 5 | 2 |

| 25 | 5 |

|  | 20 |  | 6 | 2 |

| 27 |

| 3 | 17 | 7 | 3 |

| 27 |

| 2 | 18 | 5 | 5 |

| 26 |

| 2 | 19 | 5 | 4 |

| 24 | 6 |

| 4 | 16 | 2 | 7 |  | 5 |

| 31 |